# Gamil Osman
Gamil Osman (arabe : جميل عثمان) (né et mort à des dates inconnues) est un joueur de football international égyptien, qui évoluait au poste de milieu de terrain.

## Biographie

### Carrière en sélection
Avec l'équipe d'Égypte, il joue 3 matchs (pour aucun but inscrit) entre 1920 et 1924.
Il figure notamment dans le groupe des sélectionnés lors des JO de 1920 et de 1924.